# 진재운
진재운 KNN 기자이며, 다큐멘터리영화 감독이다.

## 학력
뉴질랜드 오클랜드대학 환경법센터(NZCEL) 방문자연구원
카이스트 문술미래전략대학원 과학저널리즘(공학석사)
경북대학교 심리학과

## 경력
- 2023년 : 하나뿐인 지구영상제 집행위원장(사단법인 자연의권리찾기)
- 2021년 : KNN 대기자
- 2017 ~ 2018 : KNN 뉴스아이 앵커
- 1995년 : PSB 보도국 공채 1기 기자

## 수상
- ●2024년 뉴욕페스티벌 다큐멘터리 부문 은상, 영화 <무경계>/ 이달의 좋은프로그램 <백산,의령에서 발해까지> ●2023년  -2월 이달의좋은프로그램<한반도의 보석 국립공원>  -4월 2023년 민영방송대상 최우수상<2부작-한반도의 보석 국립공원>  ●2022년  -4월 2022년 한국민영방송대상 최우수상<과학으로 본 허황옥 3일>  -11월 제9회 김수로문화대상 수상  -11월 2022년 방송문화진흥회 지역프로그램대상<과학으로 본 허황옥 3일>  ●2021년  -4월, 제367회 이달의기자상 <상괭이의 꿈>  ●2020년  -4월/타고르 국제영화제(Tagore International FF)<The Memory of Water> 3개부문 수상  -9월/제47회 한국방송대상 지역보도TV부문<뉴스기획-인구는 사람이다.>  -9월/2020방송통신위원회 방송대상 창의혁신부문<물의기억-生命>  -10월/2020 일경언론문화상<KNN뉴스기획-더이상 자연재해는 없다>  ●2019년  -8월/제130회 이달의 방송기자상<물의 기억-生命>  -9월/제46회 한국방송대상 지역방송진흥부문 수상(개인)  -10월/제10회 ‘기후변화그랜드리더스어워드’ 언론부문  -11월/2020 방송문화진흥회 공익프로그램상 <물의기억-生命>  -12월/2019 그리메상 연출상<물의 기억-生命>  ●2016년  -10월/국무총리 유공표창(환경인식 증진 공로)  ●2014년  -3월 / 이달의좋은 프로그램상<뉴스기획-도시와 나무>  -6월 / 제69회 이달의 방송기자상 <최초보고-숲, 도시를 살리다>  ●2013년  -2월/제4회 한국방송기자대상 <4부작-위대한 비행>  -4월/뉴욕페스티벌 금상(최고연출상) <The Great Flight>  -4월/뉴욕페스티벌 금상(자연과 야생) <The Great Flight>  -8월/Japan Wildlife Film Festival 아시아 오세아니아 대상<The Great Flight>  ●2012년  -7월/제46회 이달의방송기자상 심사위원 특별상<4부작–위대한 비행>  -8월/제262회 이달의기자상 기획보도 부문<4부작–위대한 비행>  -9월/제39회 한국방송대상 지역다큐TV부문<4부작–위대한 비행>  -12월/2013 일경언론문화상<4부작-위대한 비행>  -12월/BJC보도상 올해의 방송기자상<4부작-위대한비행>(한국방송기자클럽)  ●2007년  -4월/제9회 교보생명환경문화상 환경언론부문 대상  -12월/2007년 푸른미디어상<뉴스기획-수민이의 비만탈출기>(청소년위원회)  ●2006년  -2월/이달의좋은프로그램상<2부작-한반도 환경대재앙 샨샤댐>  -6월/제5회 공익프로그램상 수상<2부작-한반도환경대재앙 샨샤댐>(방송문화진흥회)  -9월/제33회 한국바아송대상 우수작품상<2부작-한반도환경대재양 샨샤댐>  -12월/제10회 일경언론상 수상<2부작-한반도환경대재양 샨샤댐>  ●2005년  -5월/제3회 대한민국해양환경대상 언론부문 대상(해양수산부)  -10월/제180회 이달의기자상 지역기획보도 부문<잊혀진 姓,King>  -12월/제2회 지역방송대상 보도*시사부문<잊혀진 姓,King>  ●2004년  -2월/제35회 한국기자상 기획보도부문<해파리의 침공>  -3월/제8회 삼성언론상 <해파리의 침공>  ●2003년  -7월/제154회 이달의기자상 기획보도부분<해파리의침공>  -12월/제15회 봉생문화상 언론부문 대상<봉생문화재단>  -12월/제158회 이달의기자상 지역기획보도부문<인터넷 음란공화국>  -12월/제1회 올해의 기획보도상 특별상<해파리의 침공>(한국언론정보학회)  ●2002년  -제29회 한국방송대상 지역보도부문<중국민항기 추락 보도>  ●2001년  -7월/제130회 이달의기자상 지역기획보도<생명의 땅 삼각주>  -9월/제28회 한국방송대상 지역교양부문<생명의 땅 삼각주>  ●1999년  -제26회 한국방송대상 지역보도부문<죽음의 도로, 충렬로>  ●1997년  -제24회 한국방송대상 특별상<적조, 그 죽음의 물결>

## 저서
- 2011년 법에 갇힌 자연 vs 정치에 갇힌 인간(번역서)
- 2008년 3월 27일 : 백두산에 묻힌 발해를 찾아서
- 2007년 한반도 환경대재앙 샨샤댐
- 2004년 6월 15일 : 해파리의 침공

## 영화
- 2025년 <백산,의령에서 발해까지 > 감독, 2025년 2월 개봉
- 2023년 <무경계> 감독, 2023년 11월 개봉
- 2022년 <허황옥 3일, 잃어버린 2천년의 기억> 감독, 2022년 5월 개봉
- 2019년 《물의 기억》 감독.  2019년 5월 15일 개봉
- 2012년 《위대한 비행》 감독.  2012년 10월 18일 개봉

## 다큐멘터리
- 2025년 다큐멘터리<나무의 노래> 연출
- 2024년 다큐멘터리 <백산,  의령에서발해까지>연출
- 2022년 12월~2023년 4월 다큐멘터리 3부작<한반도의 보석 국립공원>연출
- 2021년  다큐멘터리<과학으로 본 허황옥 3일> 연출
- 2021년  다큐멘터리<제비 5년 추적 프로젝트, 16g의 기적> 연출
- 2012.05.09 ~ 2012.05.31 KNN TV : KNN 글로벌 대기획 <위대한 비행> 연출
- 2006년 다큐멘터리 <발해, 백두산에 묻힌 멸망의 진실> 연출
- 2005년 다큐멘터리 <한반도 환경대재앙 샨샤댐>연출
- 2005년 광복60주년 다큐멘터리 <잊혀진 姓, King> 연출
- 2003년 해양다큐멘터리 <해파리의 침공>연출
- 2002년  자연다큐<아름다운 본능> 연출
- 2001년 자연다큐<생명의 땅 삼각주>연출
- 1998년 과학다큐멘터리 <생명의 바다 3부작>연출
- 1997년 환경다큐<초록빛으로 숨죽인 강>연출
- 1996년 환경다큐<적조 그 죽음의 물결>연출